# Nebikon
Nebikon é uma comuna da Suíça, no Cantão Lucerna, com cerca de 2.196 habitantes. Estende-se por uma área de 3,73 km², de densidade populacional de 589 hab/km². Confina com as seguintes comunas: Altishofen, Dagmersellen, Ebersecken, Egolzwil, Schötz.
A língua oficial nesta comuna é o Alemão.

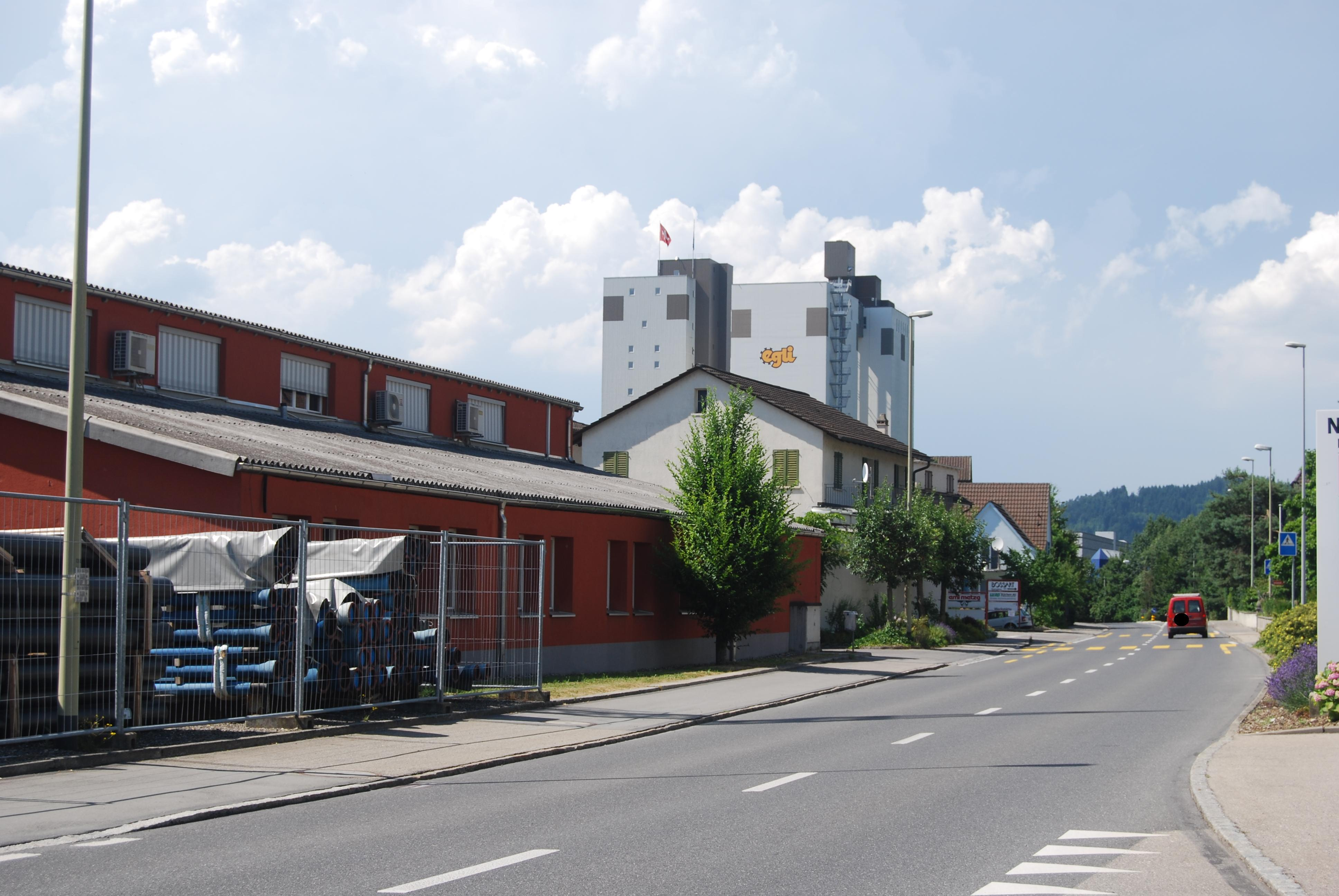
Nebikon.